# Slavko Stević
Slavko Stević (serbisch-kyrillisch Славко Стевић, * 7. September 2000 in Sremska Mitrovica, Bundesrepublik Jugoslawien) ist ein serbischer Leichtathlet, der sich auf den Hochsprung spezialisiert hat.

## Sportliche Laufbahn
Erste internationale Erfahrungen sammelte Slavko Stević im Jahr 2019, als er bei den U20-Europameisterschaften in Borås mit übersprungenen 2,05 m den siebten Platz belegte. Daraufhin begann er ein Studium an der Southeastern Louisiana University in den Vereinigten Staaten. 2021 erreichte er bei den Balkan-Meisterschaften im heimischen Smederevo mit 2,13 m Rang sieben und wurde anschließend bei den U23-Europameisterschaften in Tallinn mit einer Höhe von 2,14 m Achter. 2023 wurde er bei der 2. Liga der Team-Europameisterschaft im Rahmen der Europaspiele in Chorzów mit 2,24 m Zweiter und anschließend gewann er bei den Balkan-Meisterschaften in Kraljevo mit 2,18 m die Bronzemedaille hinter dem Türken Alperen Acet und Tichomir Iwanow aus Bulgarien. Daraufhin schied er bei den Weltmeisterschaften in Budapest mit 2,22 m in der Qualifikationsrunde aus. Im Jahr darauf belegte er bei den Balkan-Meisterschaften in Izmir mit 2,10 m den fünften Platz und verpasste kurz darauf bei den Europameisterschaften in Rom mit 2,12 m den Finaleinzug. 2025 gelangte er bei den Balkan-Hallenmeisterschaften in Belgrad mit 2,00 m auf den siebten Platz. Ende Juni wurde er bei der 2. Liga der Team-Europameisterschaft in Maribor mit 2,09 m Achter, ehe er bei den Balkan-Meisterschaften in Volos mit 2,07 m ebenfalls den achten Platz belegte. 
In den Jahren 2021, 2023 und 2025 wurde Stević serbischer Meister im Hochsprung im Freien sowie 2025 auch in der Halle.